# 물가라
물가라(영어: Mulgara)는 주머니고양이목 물가라속(Dasycercus)에 속하는 2종의 유대류를 가리킨다.

## 하위 종
- 붓꼬리물가라 (Dasycercus blythi)
- 볏꼬리물가라 (Dasycercus cristicauda)